# Das Lied vom Trompeter
Das Lied vom Trompeter ist ein deutscher Spielfilm der DEFA von Konrad Petzold aus dem Jahr 1964. Das Szenarium von Hans-Albert Pederzani beruht auf dem Roman Unser kleiner Trompeter von Otto Gotsche.

## Handlung
Schon als Kind liebte Arbeitersohn Fritz Weineck die Musik. Zunächst spielte er auf einer Mundharmonika, durfte jedoch später auf einer Trompete spielen, die seinem wohlhabenden Freund Georg Füllbrinck gehörte. Als der Erste Weltkrieg sich ankündigte, wurde die Freundschaft gestört, da Fritz sich den Sozialisten zuwandte und unter anderem Plakate gegen den Krieg klebte. Während er in Halle blieb, ging Georg in den Krieg. Auch Fritz’ Freund Alfons Wieland wurde Soldat. Er verlor im Krieg einen Arm und schenkte daher Fritz nach seiner Rückkehr seine Trompete.
Während Georg nach dem Krieg Polizist wird und nichts anderes im Sinn hat, als die Sozialisten zu vernichten, ist Fritz nun ein überzeugter Sozialist. Er beteiligt sich aktiv in der Kampfbewegung. Als den Arbeitern von der Polizei die Waffen entwendet werden und er erfährt, wo sie die Beute versteckt halten, organisiert er einen Überfall auf das Waffenlager der Polizisten. Fritz hat die Leitung des Überfalls inne und gibt mit seiner Trompete das Signal zum Angriff. Weil Alfons wegen seiner Behinderung von den Genossen nicht eingesetzt wird, jedoch gerne an der Aktion beteiligt sein will, übergibt Fritz ihm die Aufgabe, die erbeuteten Gewehre in die bereitstehenden Boote zu verladen. Alfons’ Psyche jedoch versagt im entscheidenden Moment: Weil er vom Krieg geprägt nie wieder Waffengewalt angewendet sehen will, zerstört er die Gewehre, anstatt sie zu verladen. Die Arbeiter können so ihrem Anführer nicht helfen, der in die Gewalt der Polizisten geraten ist und von ihnen getötet wird.
Fritz macht sich Vorwürfe, kann sich jedoch zusammen mit Alfons rehabilitieren, als der neue Anführer der Arbeiter Borsdorff liquidiert werden soll und nur durch den Einsatz von Fritz, Alfons und Arbeiter Kleckchen aus der Gefahrenzone geholt wird. Erneut gibt Fritz mit seiner Trompete ein Signal – diesmal, um die Verfolger von Borsdorff abzulenken und die Aufmerksamkeit auf sich zu ziehen. Er wird von Georgs Männern schwer verletzt. Bald ist Fritz jedoch wieder genesen und führt den Musikzug an, der Ernst Thälmann vom Bahnhof abholen soll. Thälmann will in Halle vor den Arbeitern reden, doch hat die Polizei bereits eine Falle gestellt. Sie wollen die überfüllte Versammlung stören, Thälmann ausschalten und auch den unbequemen Fritz töten. Als die Polizei die Versammlung stürmt, gibt Fritz mit seiner Trompete ein Warnsignal ab und Thälmann wird von den anwesenden Arbeitern geschützt. Georg schießt Fritz nieder, der wenig später mit letztem Atem mit seinem Trompetensignal noch einen Kameraden vor der Polizei warnen kann und anschließend verstirbt. In einer großen Gedenkveranstaltung wird des toten Fritz und anderer bei der Polizeiaktion getöteter Kameraden gedacht.

## Produktion
Das Lied vom Trompeter beruht auf einer realen Geschichte, die Otto Gotsche in seinem Buch Unser kleiner Trompeter verarbeitet hatte. Der Film wurde in Totalvision gedreht und erlebte am 1. Oktober 1964 in den CT-Lichtspielen in Halle seine Premiere. Am 6. November kam der Film in die Kinos der DDR.
Nach den beiden Ernst-Thälmann-Filmen – Ernst Thälmann – Sohn seiner Klasse und Ernst Thälmann – Führer seiner Klasse – übernahm Günther Simon in diesem Film zum dritten und letzten Mal die Rolle des Ernst Thälmann.

## Kritik
Die zeitgenössische Kritik lobte den Film. Die Szenen des Ausmarschs der Soldaten aus Halle hätten eine „starke, dynamische Wirkung“, die Szenen der Flucht von Fritz, Alfons, Kleckchen und Borsdorff über die Dächer Halles seien „von großer äußerer Spannung getragen“ und die Massenszenen bei der Versammlung vor Thälmanns Rede würden „beeindrucken“.
Für das Lexikon des internationalen Films war Das Lied vom Trompeter eine „spannend und eindrucksvoll erzählte DEFA-Produktion über den Kampf der Arbeiterbewegung nach dem Ersten Weltkrieg, wobei die damalige Realität nach dem Kanon der SED-Geschichtspropaganda zurechtgebogen wurde. Allerdings spricht der Film mehr die Gefühle an, als dass er geschichtliche Zusammenhänge transparent machen würde.“